# Georgia
La Georgia (in georgiano საქართველო?, Sakartvelo · ) è uno Stato del Caucaso meridionale situato sulla riva orientale del Mar Nero. Confina a nord con la Russia, a sud con la Turchia e l'Armenia, a sud-est con l'Azerbaigian ed è bagnata a ovest dal Mar Nero.
Il paese copre un'area di 69700 km² e ha una popolazione di 3688647 abitanti. La sua capitale è Tbilisi.
Dal punto di vista geografico è considerata parte dell’Asia occidentale oppure un paese transcontinentale, dato che le sue regioni settentrionali sono attraversate dallo spartiacque del Gran Caucaso, una delle linee convenzionali di separazione tra l'Europa e l'Asia.
Dal punto di vista politico, storico e culturale è spesso considerata appartenente all'area europea orientale.
Nota fin dall'epoca classica con i regni di Colchide e di Iberia, e sede di un regno nazionale in epoca medievale dotato di una cultura, lingua e religione peculiari rispetto a quelle dei vicini, la Georgia fu annessa all'Impero russo all'inizio del XIX secolo. Dopo un breve periodo di indipendenza, successivo alla rivoluzione russa del 1917, la Georgia fu occupata dall'Armata Rossa nel 1921, diventando la Repubblica Socialista Sovietica Georgiana e parte dell'Unione Sovietica. Nel 1991 proclamò la propria indipendenza che fu formalmente riconosciuta il 25 dicembre dello stesso anno.
La Georgia comprende due regioni de facto indipendenti, l'Abcasia e l'Ossezia del sud, che hanno ottenuto un riconoscimento internazionale limitato dopo la guerra russo-georgiana del 2008. Nel marzo del 2022, la Georgia ha presentato domanda per l'adesione all'Unione europea; il 14 dicembre 2023 il Consiglio europeo ha concesso alla Georgia lo status di candidato all'adesione. La Georgia fa parte del Consiglio d'Europa, dell'OSCE, di EUROCONTROL, della Banca europea per la ricostruzione e lo sviluppo, e del GUAM. È compresa nel piano d'azione per l'adesione alla NATO.

## Origine del nome
La prima menzione del nome del Paese con l'ortografia "Georgia" si rintraccia in lingua italiana sulla mappa mundi di Petrus Vesconte datata 1320 d.C. Nella fase iniziale della sua apparizione nel mondo latino, il luogo geografico non era sempre scritto con uguale scelta di caratteri, con la prima consonante originariamente scritta con "J" come "Jorgia"
I georgiani chiamano essi stessi Kartvelebi (ქართველები), il proprio Paese Sakartvelo (საქართველო) e la loro lingua Kartuli (ქართული).
Tali nomi derivano da un capo pagano chiamato Kartlos, considerato il padre di tutti i georgiani.
L'esonimo Georgia, usato in larga parte del mondo, proviene dal greco georg- (γεωργ-), radice che indica l'agricoltura.
Il termine è fatto risalire anche al nome di Giorgio, il santo patrono del Paese, o al termine γεωργία (gheorghía, coltivata).
Il mondo antico ha conosciuto gli abitanti della Georgia orientale come Iberiani, dal regno caucasico di Iberia (confondendo così i geografi dell'antichità, che hanno pensato questo nome applicato soltanto agli abitanti della penisola iberica).

## Storia

### Età antica e moderna

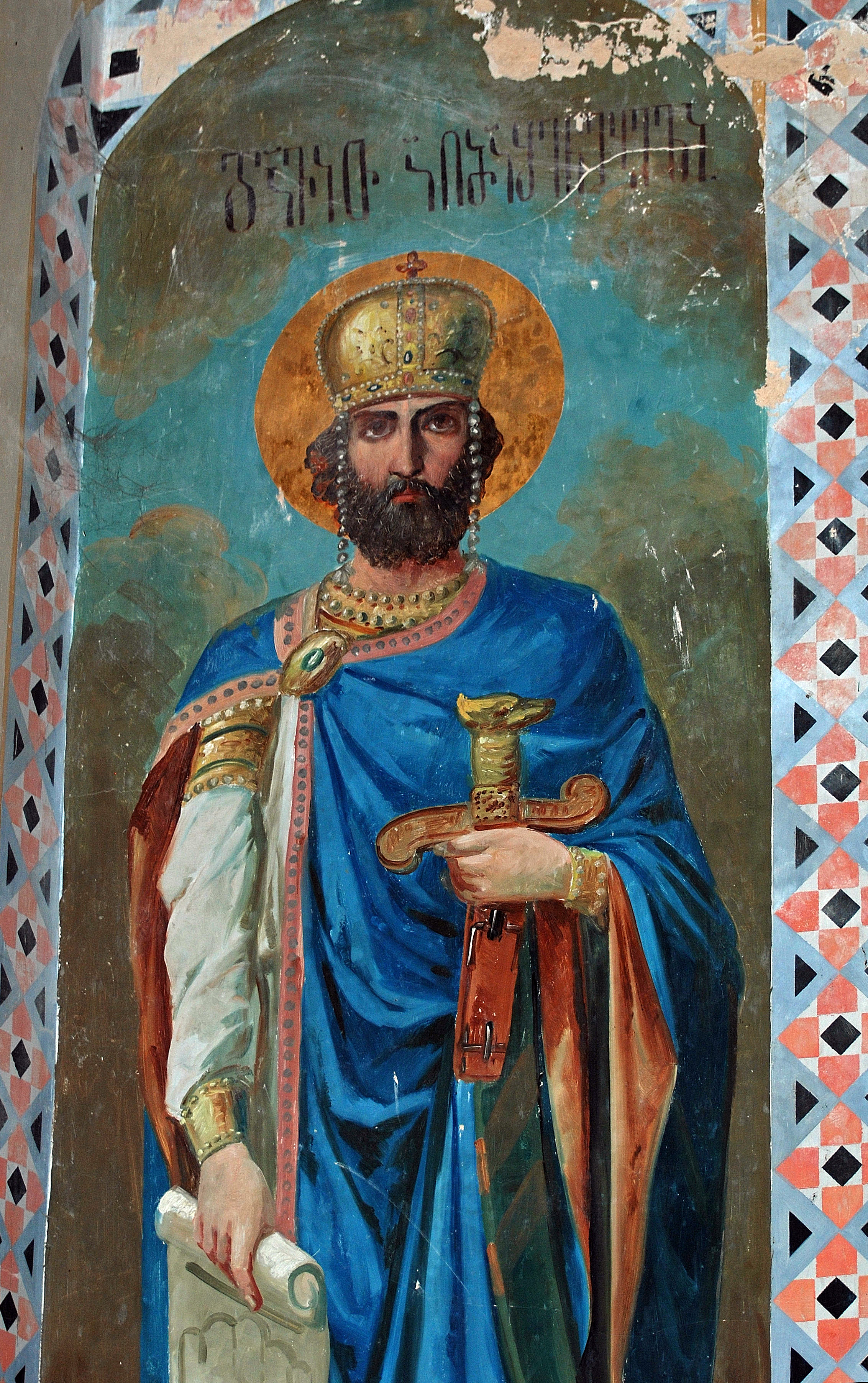
Davide IV, considerato come il più grande sovrano georgiano.

Il territorio dell'odierna Georgia è stato abitato con continuità fin dalla prima età della pietra. Durante il I millennio a.C. il territorio dell'attuale Georgia era occupato a occidente, sul Mar Nero, dalla Colchide, la mitica terra del vello d'oro e, ad oriente, dal regno di Iberia. La prima menzione scritta delle tribù proto-georgiane risale al XII secolo a.C., mentre il primo regno unificato risale al IV secolo a.C.
Il Cristianesimo fu dichiarato religione di Stato nel 337 d.C. e la Chiesa georgiana si proclamò autocefala, rendendosi autonoma dal patriarcato di Antiochia, già nel V secolo. L'età aurea dal punto di vista culturale, artistico, religioso e politico fu quella sotto la dinastia Bagration dall'XI secolo al XIII secolo, che fu interrotta dall'invasione dei Mongoli del 1223. Nei secoli successivi la Georgia, disintegratasi in vari staterelli, fu ripetutamente sottoposta alle invasioni rivali della Persia e della Turchia ottomana.
Nel 1783 il trattato di Georgievsk fu il primo tra uno Stato georgiano e l'impero russo; il 12 settembre 1801 quest'ultimo annesse la Georgia orientale e nel 1810 gli ultimi territori georgiani indipendenti, con la conseguente abolizione del patriarcato e dell'autocefalia della chiesa nel 1811. Nel 1878 tutti gli attuali territori georgiani facevano parte dell'Impero russo. Nel 1878 a Gori nacque Iosif Stalin, il quale avrebbe segnato la storia del suo paese, della Russia e del mondo intero.

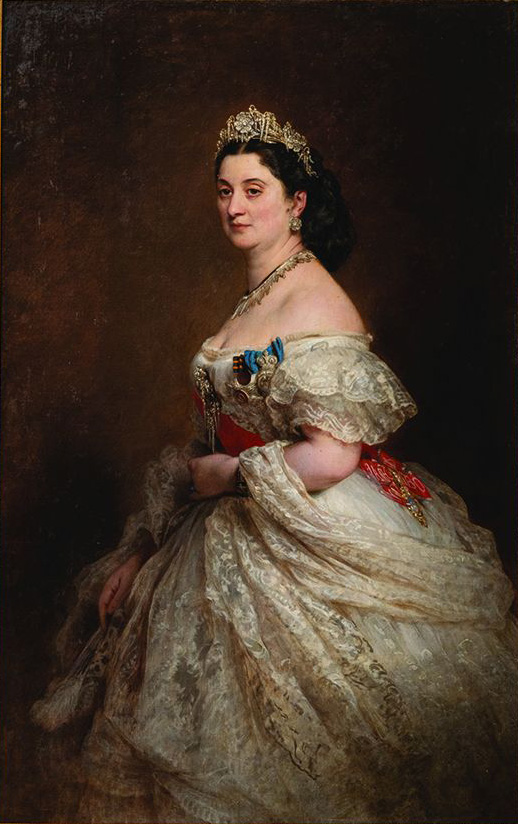
Principessa Caterina, l'ultima principessa regnante di Mingrelia della Georgia occidentale.

### La rivoluzione russa e l'URSS
In seguito alla prima guerra mondiale e alla rivoluzione russa, il 22 aprile 1918 l'élite nazionalista attiva dal 1890 e i menscevichi dichiararono l'indipendenza da Mosca formando con Armenia e Azerbaigian la Repubblica Federale Democratica Transcaucasica, con capitale Tbilisi, e il 26 maggio 1918 restaurarono lo Stato georgiano con il nome di Repubblica Democratica di Georgia; le elezioni furono vinte dai menscevichi guidati da Noe Zhordania.
Il 25 febbraio 1921 truppe sovietiche guidate dal georgiano Stalin posero fine alla Repubblica, incorporando la Georgia all'Unione Sovietica nel 1922, nonostante una resistenza durata fino all'agosto 1924. Inizialmente parte della Repubblica Socialista Federativa Sovietica Transcaucasica, sempre con capitale Tbilisi, dal 1936 divenne autonoma come Repubblica Socialista Sovietica Georgiana.

### Fine dell'URSS e indipendenza
In seguito alla perestrojka, il 28 ottobre 1990 le prime elezioni libere del Soviet nazionale furono vinte dallo schieramento nazionalista. Rinata come Stato indipendente dal dissolvimento dall'Unione Sovietica il 9 aprile 1991, in seguito al referendum del 31 marzo, che vide il 98,9% dei georgiani favorevole all'indipendenza, la Georgia ha adottato il nome di "Repubblica di Georgia".
Con l'indipendenza georgiana si svilupparono conflitti separatisti nelle regioni dell'Abcasia e dell'Ossezia del Sud, autoproclamatesi indipendenti.
Nel 2004 la Rivoluzione delle rose ha portato al potere il presidente Mikheil Saak'ashvili, provocando al contempo un ulteriore allontanamento politico da Mosca. Nello stesso anno la Georgia ha cambiato il proprio nome ufficiale in "Repubblica della Georgia".

#### Agosto 2008 - Conflitto in Ossezia del Sud
Nell'agosto 2008 nuovi scontri in Ossezia del Sud sono sfociati nell'avanzata delle forze georgiane nella regione e nella reazione russa (i militari russi erano presenti nella regione fin dalla dissoluzione dell'Unione Sovietica, con funzioni di mantenimento della pace), che ha visto il bombardamento del porto di Poti, un importante centro strategico per la distribuzione di carburante nel Mar Nero, e la cacciata degli attaccanti. La Georgia ha proclamato la mobilitazione generale, dichiarando lo stato di guerra. Nel prosieguo delle operazioni militari che interessano l'area l'esercito russo ha inviato truppe in Ossezia e Abcasia, schierandosi a fianco dei secessionisti. Nei giorni seguenti le operazioni russe non si sono limitate all'area contesa, ma hanno coinvolto anche il territorio della Georgia quando le truppe dell'Armata Rossa hanno occupato la città di Gori (città natale di Stalin) a 90 km da Tbilisi, la città di Poti e altre località minori, costringendo i georgiani a ripiegare per difendere la capitale.
Un accordo preliminare sul cessate il fuoco è stato firmato da Georgia e Russia il 15 agosto 2008. Lo Stato maggiore dell'esercito russo ha dichiarato di aver completato il ritiro dalle zone occupate in Georgia entro 10 giorni, mentre la parte georgiana osserva che esistono ancora posti di blocco russi nel suo territorio e che il ritiro dal porto di Poti non è stato completato.
Il Parlamento georgiano, riunito in seduta straordinaria, ha prorogato lo Stato di guerra fino all'8 settembre 2008.

### Dal 2008 al 2022: il rafforzamento di Sogno Georgiano
Dopo la fine delle ostilità, i territori dell'Abcasia e dell'Ossezia del Sud sono rimasti sotto il controllo della Russia , in maniera del tutto analoga a quella dei conflitti congelati in Transnistria e nel Donbass ucraino.
Nei primi anni '10, la Georgia ha avviato una riforma istituzionale volta a consolidare la democrazia parlamentare, con il passaggio di molti poteri dal presidente al primo ministro (controllato dal parlamento).
Le elezioni parlamentari del 2012 sono state vinte da una coalizione di sei partiti, centrata intorno al partito Sogno Georgiano, che espresse Bidzina Ivanishvili come primo ministro.
Le elezioni successive videro una conferma di Sogno Georgiano, che allargò progressivamente i propri consensi sino al 48% delle elezioni del 2018.

### Dal 2022 ad oggi
In seguito all'invasione russa dell'Ucraina di febbraio 2022, numerosi cittadini russi si sono rifugiati in Georgia per sfuggire alla leva; come reazione all'invasione, già a marzo la Georgia ha presentato domanda di adesione all'Unione Europea, ottenendo lo status ufficiale di candidato a dicembre 2023.
Il governo, espressione del partito Sogno Georgiano, ha però mantenuto un atteggiamento complessivamente ambiguo: se in campo internazionale esso si presentava come favorevole ad un avvicinamento del paese all'Unione Europea, internamente tentava di varare una serie di leggi autoritarie volte ad aumentare l'isolamento del paese, come quella che riconosce tutte le ONG estere alla pari di agenti nemici. In particolare, nella primavera 2024 si sono tenute a Tbilisi imponenti manifestazioni contro il governo: i manifestanti, sventolando bandiere dell'Unione Europea, hanno accusato l'esecutivo di perseguire gli interessi russi.

## Geografia

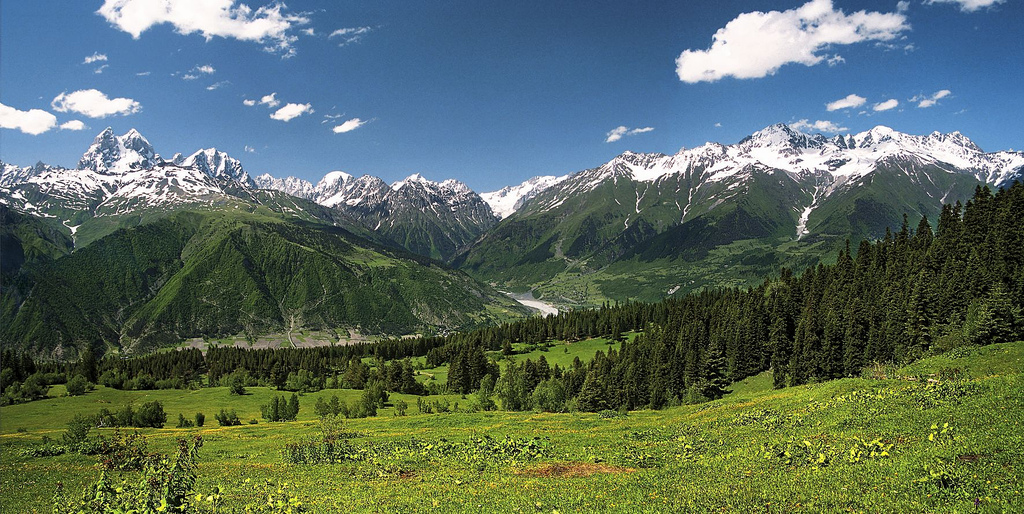
Panorama della Svanezia, regione storica sul versante meridionale del Gran Caucaso.

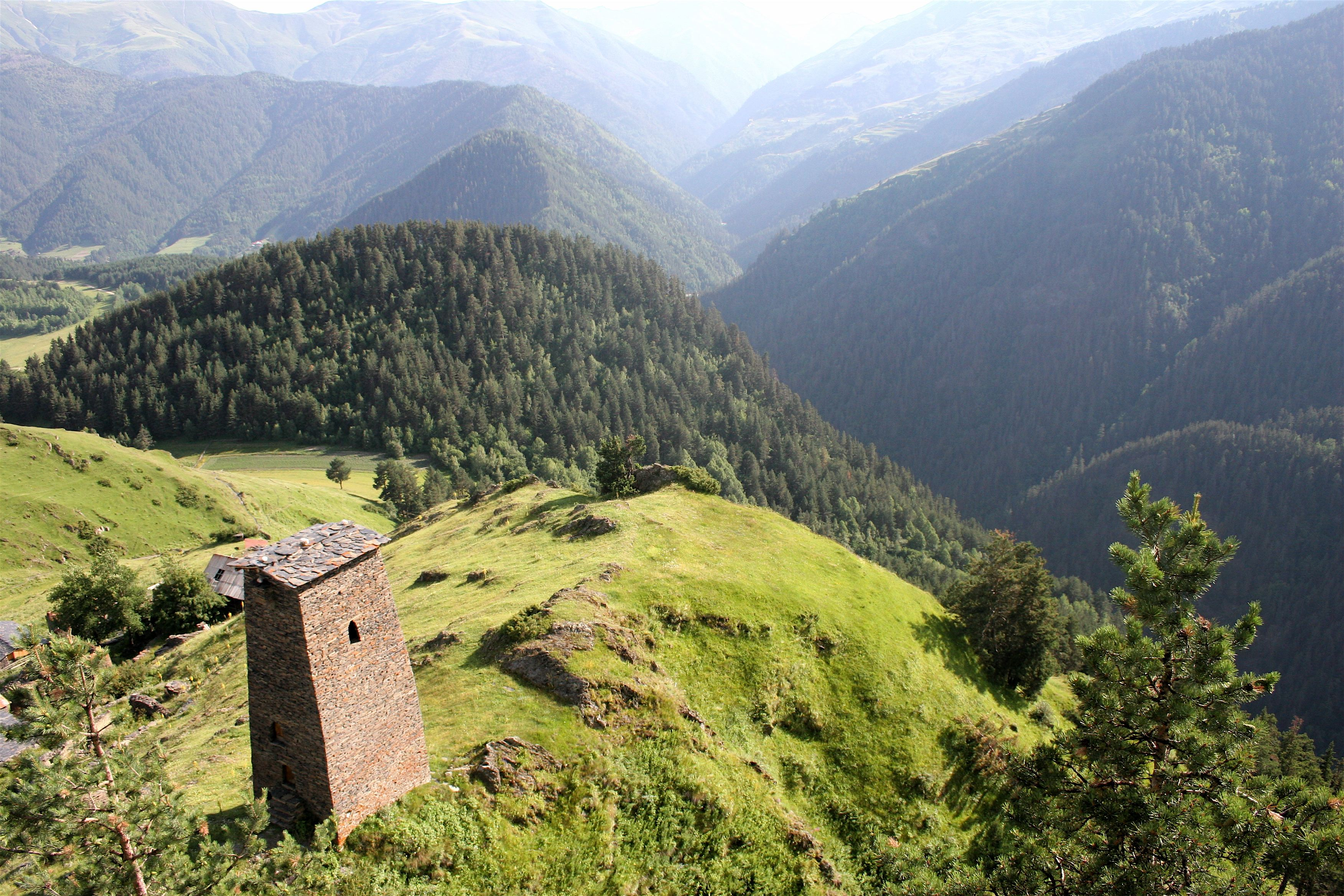
Panorama della Tuscezia, regione storica sul versante settentrionale del Gran Caucaso.

La Georgia ha una superficie di circa 69700 km² ed è situata sulla costa orientale del Mar Nero. Il Caucaso caratterizza il profilo montuoso dei rilievi della zona settentrionale del paese, segnando per lunghi tratti anche il confine con la Russia.
L'appartenenza geografica della Georgia all'Europa o all'Asia dipende da quale convenzione sui confini tra i due continenti viene adottata. Secondo la convenzione che vede tale confine seguire la Depressione del Kuma-Manyč, la Georgia ricade interamente nel continente asiatico Se si considera invece lo spartiacque del Gran Caucaso, la Georgia, avendo alcuni territori a nord di esso, è un Paese transcontinentale situato a cavallo tra l'Europa e l'Asia.
I territori a nord dello spartiacque caucasico sono:
- la municipalità di Kazbegi (1082 km² - 3.795 abitanti[39]);
- la regione storica della Chevsuria settentrionale, comprendente tre valli: Zarykhev, Arkhot e Shatili (565 km²[40] - 3.200 abitanti);
- la regione storica della Tuscezia, interamente ricadente nella municipalità di Akhmeta, che comprende però anche territori a sud dello spartiacque (896 km² - 41.641 abitanti nell'intera municipalità).

Erodoto, nel V secolo a.C., poneva il confine tra i due continenti lungo il fiume Rioni, l'antico Phasis; secondo questa antica convenzione, circa un terzo del territorio georgiano ricadrebbe in Europa.
Dal punto di vista storico-culturale, l'appartenenza della Georgia all'area europea è invece un dato comune.

### Morfologia e idrografia
Situata nel Caucaso meridionale, bagnata a ovest dal Mar Nero lungo una costa di 310 km, ha un territorio prevalentemente montuoso, dominato dalla catena del Caucaso.
A nord si staglia il Gran Caucaso dove si trova la cima più alta costituita dal Gora Kazbeg (5048 m), che funge da confine con la Federazione russa per 723 km; a sud c'è il Caucaso Minore le cui vette non superano i 3 500 m e che fa da confine con la Turchia per 252 km e l'Armenia per 164 km.
Tra le due catene montuose si aprono due valli fluviali: quella del Kura, verso est, e del Rioni, che arriva fino alla costa del Mar Nero, dove la valle diventa la pianura costiera della Colchide (Kolkhet'is Dablobi), solcata da numerosi corsi d'acqua.
La regione tra il Kazbek e lo Shkhara lungo la catena del Gran Caucaso è dominata da numerosi ghiacciai.

### Clima

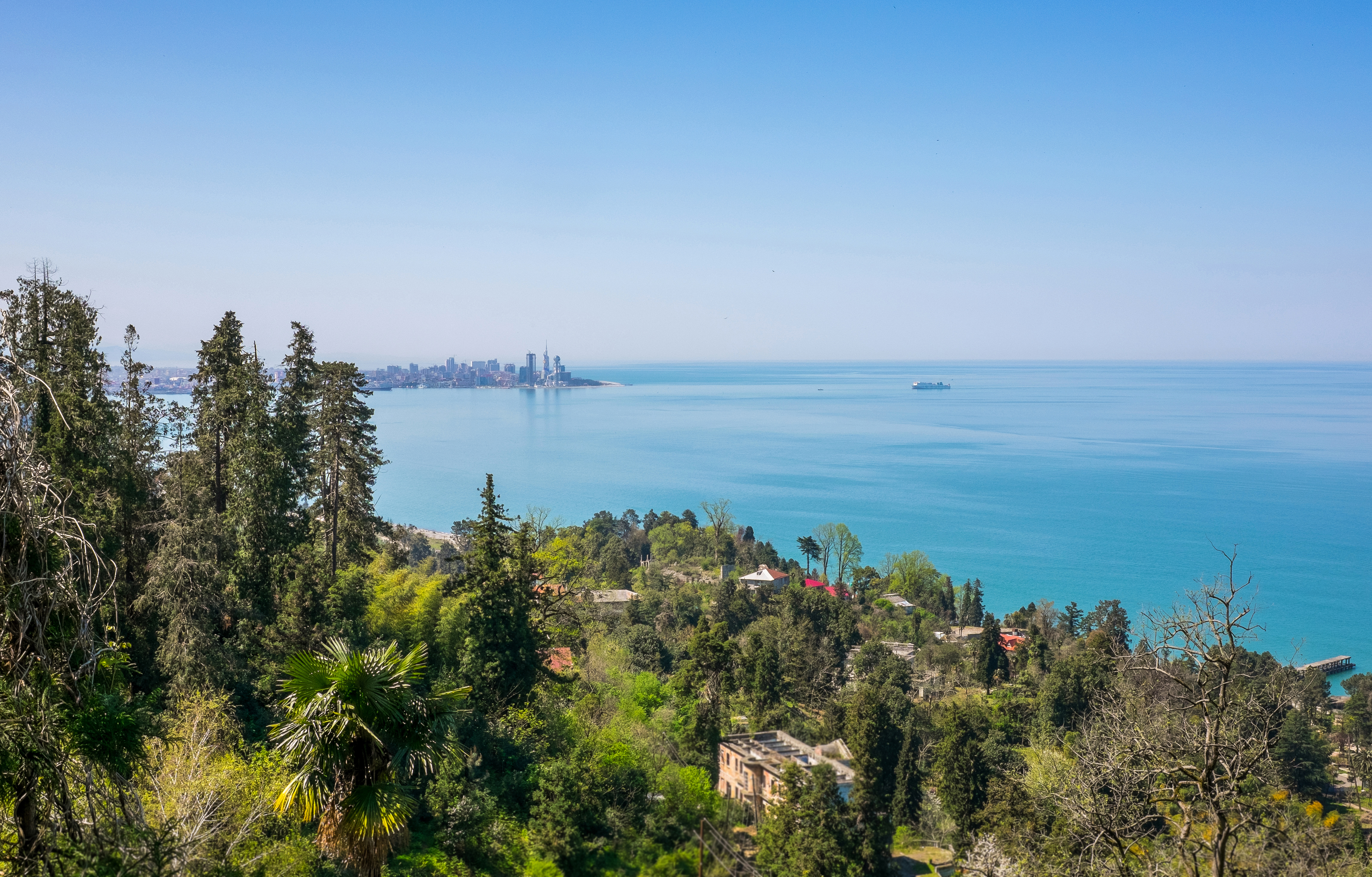
Batumi sul Mar Nero nel sud-ovest del paese.

Il clima della Georgia è estremamente diversificato, considerando le piccole dimensioni del paese. Ci sono due principali zone climatiche, che separano bruscamente la parte orientale e occidentale del paese. La catena montuosa del Gran Caucaso gioca un ruolo importante nel mitigare il clima della Georgia e proteggere la nazione dalla penetrazione di masse d'aria freddissima provenienti da nord, come pure le montagne del Piccolo Caucaso proteggono parzialmente la regione dall'influenza delle masse d'aria calda e secca provenienti da sud.
Gran parte della Georgia occidentale si trova all'interno della periferia occidentale della zona umida subtropicale con precipitazioni annue attorno ai 1000-4000 mm. Le precipitazioni tendono a essere uniformemente distribuite durante tutto l'anno, sebbene le piogge possano essere particolarmente forti durante i mesi autunnali. Il clima della regione cambia significativamente con l'altitudine, mentre gran parte delle aree di pianura della Georgia occidentale sono relativamente calde per tutto l'anno.

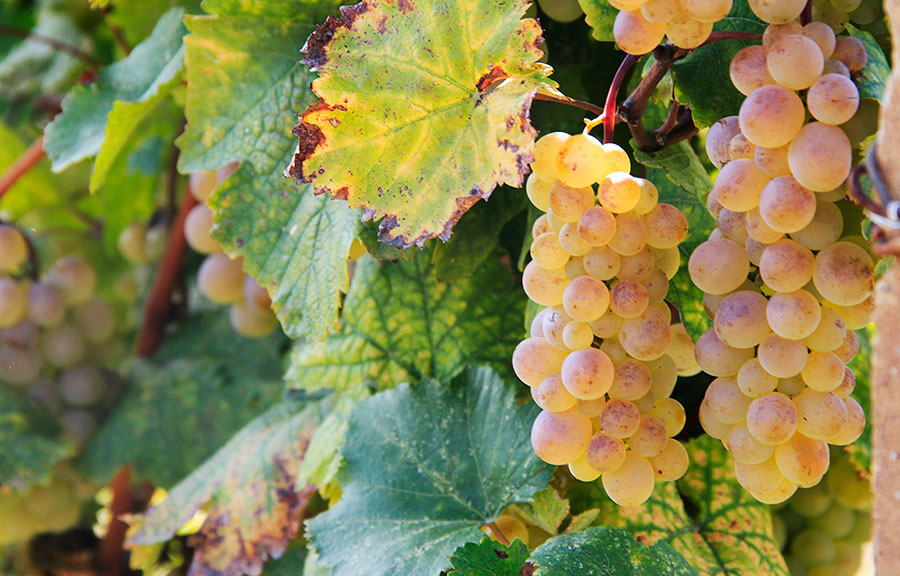
Il clima della Georgia è eccellente per la produzione di vino.

Le colline e le zone montuose (che comprendono sia le catene del Grande e Piccolo Caucaso) sono caratterizzate da estati fresche e umide e inverni nevosi (spesso in alcune regioni il manto nevoso supera i 2 m). L'Agiaria è la regione più umida del Caucaso. La foresta pluviale di Mtirala, a est di Kobuleti riceve circa 4 500 mm di precipitazioni all'anno.
La Georgia orientale ha un clima di transizione dal subtropicale umido al continentale. I modelli meteo della regione sono influenzati dall'est dalle correnti secche dell'Asia centrale e dalle masse d'aria umida del Mar Caspio, e le masse d'aria del Mar Nero da ovest. La penetrazione delle masse d'aria umida dal Mar Nero è spesso bloccata da diverse catene montuose (Likhi e Meskheti) che separano la parte orientale e occidentale della nazione. Le precipitazioni annuali sono notevolmente inferiori a quelle della Georgia occidentale e vanno da 400 a 1 600 mm. I periodi più umidi in genere avvengono in primavera, autunno e inverno, mentre i mesi estivi tendono a essere più secchi. Gran parte della Georgia orientale ha esperienza di estati calde (specialmente nelle zone basse) e inverni relativamente freddi. Come nella parte occidentale della nazione, l'altitudine svolge un ruolo importante nella Georgia orientale, dove le condizioni climatiche sopra i 1 500 m sono notevolmente più fredde nelle zone basse. Le regioni che si trovano sopra i 2000 m gelano di frequente anche durante i mesi estivi. È raro invece che nevichi a Tbilisi.

## Popolazione

### Demografia
I georgiani (inclusi mingreli, svani, laz e agiari) sono attorno all'83,8% dell'attuale popolazione della Georgia, che conta 3 661 473 individui (luglio 2006). Gli altri principali gruppi etnici includono gli azeri, che sono il 6,5% della popolazione, armeni – 5,7%, russi – 1,5%, abcasi e osseti. Anche altri numerosi piccoli gruppi etnici vivono nel paese, inclusi assiri, ceceni, cinesi, ebrei georgiani, greci, cabardi, curdi, tatari, turchi e ucraini. In particolare, la comunità ebraica georgiana è una delle più vecchie comunità ebraiche del mondo.

Gruppi etno-linguistici del Caucaso, 2007

La Georgia esibisce anche una significativa diversità linguistica. All'interno della famiglia delle lingue cartveliche sono parlati il georgiano, il laz, il mingreliano e lo svan. I gruppi caucasici meridionali diversi da quelli etnici georgiani parlano spesso le loro lingue native assieme al georgiano. Le lingue ufficiali della Georgia sono il georgiano e anche l'abcaso nella regione autonoma dell'Abcasia. Il georgiano, la lingua ufficiale, è parlata dal 71% della popolazione, il 9% parla russo, il 7% armeno, il 6% azero, e il 7% le altre lingue. Il tasso di alfabetizzazione della Georgia si dice che sia attorno al 100%.
In alcune regioni della Georgia, i gruppi etnici non georgiani costituiscono un'importante minoranza. Nella regione di Kvemo Kartli il 41,75% della popolazione è di etnia azera. Nella regione di Samtskhe-Javakheti, confinante con l'Armenia, gli armeni costituiscono il gruppo etnico maggioritario.
Al principio degli anni novanta, successivamente alla dissoluzione dell'Unione Sovietica, violenti conflitti separatisti sono scoppiati nelle regioni autonome dell'Abcasia e dell'Ossezia del Sud. Molti osseti che vivevano in Georgia lasciarono il paese, principalmente per l'Ossezia del Nord, in Russia.
D'altra parte, più di 150 000 georgiani lasciarono l'Abcasia dopo lo scatenarsi delle ostilità nel 1993. Dei turchi mescheti, che furono trasferiti forzatamente nel 1944, solo una piccola frazione è ritornata in Georgia a partire dal 2008.
Nel 1989 il censimento registrò nel paese la presenza di 341 000 russi etnici (il 6,3% della popolazione), 52 000 ucraini e 100 000 greci. Dal 1990 un milione e mezzo di persone di nazionalità georgiana ha lasciato il paese. Almeno un milione di immigrati dalla Georgia risiedono legalmente o illegalmente in Russia. Il tasso di migrazione netta in Georgia è −4,54%, escludendo i cittadini georgiani che vivono all'estero. La Georgia è comunque stata abitata da immigrati provenienti da tutto il mondo fin dalla sua indipendenza. Secondo le statistiche del 2006, la Georgia riceve la maggior parte dei suoi immigrati dalla Turchia e dalla Repubblica Popolare Cinese. È presente negli ultimi anni un forte flusso migratorio dall'Iran da parte di persone oppresse dal regime iraniano (per lo più scrittori e cristiani evangelici) e di semplici uomini d'affari in cerca di nuove opportunità di guadagno.
La maggior parte della popolazione pratica oggi il Cristianesimo ortodosso della Chiesa ortodossa georgiana (81,9%). Le minoranze religiose sono le seguenti: musulmani (9,9%), apostolici armeni (3,9%), russo-ortodossi (2,0%), cattolici (0,8%). Lo 0,8% degli abitanti registrati nel censimento del 2002 ha dichiarato di essere seguace di altre religioni e lo 0,7% ha dichiarato di non appartenere a nessuna religione.

### Religione

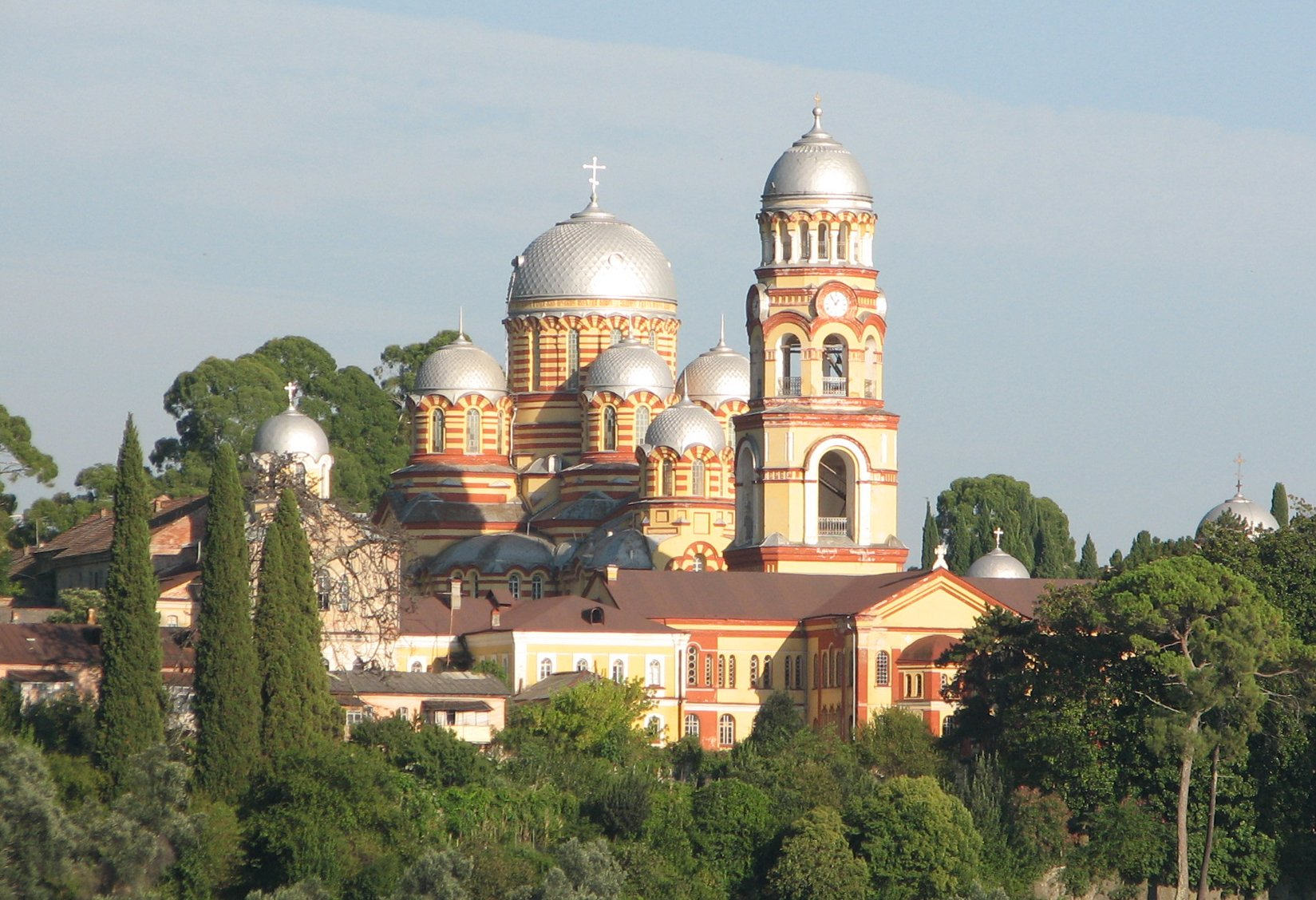
Il monastero "Nuovo Athos", di fondazione ottocentesca.

La Chiesa apostolica autocefala ortodossa georgiana è una delle più antiche chiese cristiane del mondo, fondata nel I secolo d.C. dall'apostolo Andrea, il primo chiamato. Nella prima metà del IV secolo d.C. il Cristianesimo venne adottato come la religione di Stato. Questo ha portato un forte senso di identità nazionale che ha aiutato a preservare una identità nazionale georgiana nonostante i ripetuti periodi di occupazioni straniere e tentativi d'assimilazione.
In accordo con la costituzione della Georgia, le istituzioni religiose sono separate dal governo e ogni cittadino ha il diritto di professare liberamente la propria fede religiosa. Comunque, più dell'82% della popolazione della Georgia pratica la confessione cristiana ortodossa e la Chiesa ortodossa georgiana è un'influente istituzione nel paese.
Il vangelo venne predicato in Georgia dagli apostoli Andrea, Simone il Cananeo, e Mattia. La Georgia venne ufficialmente convertita al cristianesimo nel 326 d.C. da Santa Nino di Cappadocia (nota anche come Santa Cristiana e festeggiata dai Cattolici il 15 Dicembre) che è considerata da parte della Chiesa Ortodossa l'illuminatrice della Georgia alla pari degli apostoli.

La Chiesa ortodossa georgiana, una volta dipendente dal Patriarcato di Antiochia, acquistò lo status di autocefalia nel IV secolo d.C. durante il regno di Vakhatang Gorgosali.
Le minoranze religiose nel paese includono: russi ortodossi (2%), cristiani armeni (3,9%), musulmani (9,9%), romano cattolici (0,8%), nonché una considerevole comunità ebraica e varie minoranze protestanti. Sono presenti 18.782 Testimoni di Geova.

### Lingue

Calligrafia georgiana

Il georgiano è la lingua ufficiale e più parlata in Georgia (81% della popolazione). Esso appartiene al gruppo sud-caucasico (cartvelico), di cui rappresenta la lingua franca e l'unica lingua con una propria tradizione letteraria.
Il georgiano è parlato come prima lingua da circa 3,9 milioni di persone in Georgia. Altri 3,5 milioni di persone lo parlano all'estero (soprattutto in Turchia, Russia, Stati Uniti ed Europa, con piccole comunità in Iran e Azerbaigian).
La lingua georgiana comprende circa 17 dialetti, suddivisi sostanzialmente in un gruppo orientale e in uno occidentale, alcuni dei quali sono stati fortemente influenzati dal linguaggio dominante della regione in cui sono parlati. In generale sono più conservativi i dialetti delle regioni montuose.
La lingua letteraria, che si basa sul dialetto cartiliano (pianure orientali), fu una conseguenza della conversione dell'élite georgiana al cristianesimo, avvenuta a metà del IV secolo. La nuova lingua letteraria venne costruita su un'infrastruttura culturale già ben definita, appropriandosi delle funzioni, convenzioni, e stato dell'aramaico.
In Georgia sono parlate anche altre lingue: soprattutto il russo, l'armeno, l'azero.
In Abcasia l'abcaso è la lingua ufficiale.
Il dialetto è parlato in più regioni per esempio Tusheti e Telavi.

## Ordinamento dello Stato

Tbilisi, l'aula parlamentare

In base alla Costituzione la Georgia è una repubblica democratica Parlamentare, con il Presidente della repubblica come capo di Stato con funzioni cerimoniali, e il Primo ministro come capo del governo. Il potere esecutivo è composto dal Primo ministro e dal Gabinetto della Georgia. Il gabinetto è composto dai ministri con a capo il Primo ministro. In particolare, i ministri della difesa e dell'interno non sono membri del Gabinetto e sono direttamente subordinati al Primo ministro.
Il potere legislativo è detenuto dal Parlamento della Georgia. Il parlamento georgiano è unicamerale composto da 150 membri, conosciuti come deputati, dei quali 75 membri sono eletti con un sistema a rappresentanza proporzionale e 75 sono eletti attraverso un singolo membro di distretto in un sistema di pluralità, che rappresentano i loro elettori. I membri del parlamento sono eletti per un mandato di cinque anni.

Cinque partiti e blocchi elettorali avevano una rappresentanza eletta in parlamento nelle elezioni del 2008: il Movimento per l'unità nazionale (partito di governo), il blocco elettorale dell'opposizione Unita, i Cristiano-Democratici, il Partito Laburista e il Partito Repubblicano.
La Georgia ha una Corte suprema, con giudici eletti dal parlamento su raccomandazione del Presidente, e una Corte costituzionale.
A dispetto dei considerevoli progressi fatti dalla rivoluzione delle Rose non è ancora una piena e vera e propria democrazia. Il sistema politico rimane in transizione, con frequenti aggiustamenti per il bilanciamento del potere tra il Presidente e il Parlamento, e proposte che vanno dalla trasformazione del paese in una repubblica parlamentare fino al ristabilimento della monarchia. Gli osservatori notano il deficit di fiducia nelle relazioni tra il Governo e l'opposizione. Differenti opinioni esistono riguardo al grado di libertà politica in Georgia. Il Presidente Saak'ashvili sostiene che il paese è essenzialmente libero, ma molti capi dell'opposizione dichiarano che la Georgia è una dittatura, e Freedom House mette la Georgia nel gruppo dei paesi parzialmente liberi, assieme a paesi come Turchia e Bosnia.

### Suddivisioni amministrative

Regioni della Georgia.

La Georgia è suddivisa in due repubbliche autonome (avtonomiuri respublika), ossia l'Abcasia e l'Agiaria; una città autonoma, corrispondente alla capitale (k'alak'i), Tbilisi; nove regioni (mkhare), stabilite provvisoriamente fra il 1994 e il 1996. Le regioni e le repubbliche autonome si suddividono a loro volta in municipalità (o distretti). L'Abcasia e l'Ossezia del Sud (che si estende in gran parte nella regione di Shida Kartli) si sono autoproclamate repubbliche indipendenti.
| N° | Regione o Repubblica autonoma                    | Capoluogo o Capitale |
| -- | ------------------------------------------------ | -------------------- |
| 1  | Abcasia (Repubblica autonoma)                    | Sukhumi              |
| 2  | Mingrelia-Alta Svanezia                          | Zugdidi              |
| 3  | Guria                                            | Ozurgeti             |
| 4  | Agiaria (Repubblica autonoma)                    | Batumi               |
| 5  | Rach'a-Lechkhumi e Kvemo Svaneti                 | Ambrolauri           |
| 6  | Imerezia                                         | Kutaisi              |
| 7  | Samtskhe-Javakheti                               | Akhaltsikhe          |
| 8  | Shida Kartli                                     | Gori                 |
| 9  | Mtskheta-Mtianeti                                | Mtskheta             |
| 10 | Kvemo Kartli                                     | Rustavi              |
| 11 | Cachezia                                         | Telavi               |
| 12 | Tbilisi (Regione della Capitale, città autonoma) | -                    |

Il distretto amministrativo autonomo della Ossezia del Sud (Tskhinvali), già nota come Samachablo o regione di Tskhinvali e facente parte della regione Shida Kartli, non è una delle repubbliche autonome ed è stato il teatro di un persistente conflitto militare a partire dalla dissoluzione dell'Unione Sovietica per ottenere l'indipendenza dalla Georgia. L'8 agosto 2008 la Georgia ha lanciato un'offensiva per riguadagnare l'Ossezia del Sud; questa, al pari dell'Abcasia è retta da governi autonomisti non riconosciuti a livello mondiale, ma appoggiati dalla Russia. In risposta all'intervento georgiano, la Russia è intervenuta militarmente occupando l'Ossezia meridionale e una zona cuscinetto ai suoi confini all'interno della Georgia.

### Città principali
La città più popolosa del paese è la capitale Tbilisi, che è l'unica a superare il milione di abitanti. Altre città, di popolazione nettamente minore, sono: Kutaisi, seconda città del paese con i suoi 200 000 abitanti, Batumi, vicina al confine turco, e Rustavi, che è stata la prima città georgiana a ospitare un'industria metallurgica. Le restanti città non raggiungono i 100 000 abitanti.

### Istituzioni

#### Ordinamento scolastico

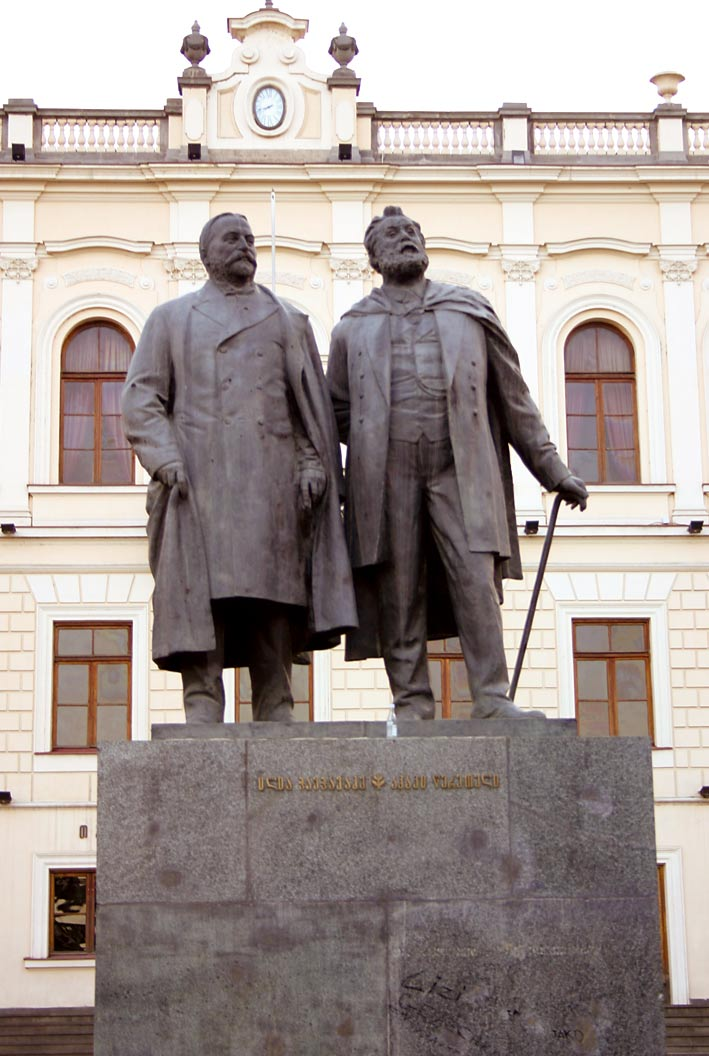
I grandi poeti della Georgia Ilia Ch'avch'avadze e Ak'ak'i Tsereteli.

Il sistema educativo della Georgia ha subito radicali riforme di modernizzazione, anche se dolorose e controverse, a partire dal 2004. Il tasso di alfabetizzazione degli adulti in Georgia è dato al 100%. L'istruzione in Georgia è obbligatoria per tutti i bambini di età compresa tra 6 e 14 anni.
Il sistema scolastico è diviso in elementari (6 anni, fascia d'età 6-12 anni), base (3 anni, fascia d'età 12-15), e secondaria (3 anni; livello d'età 15-18 anni), o in alternativa gli studi professionali (2 anni). Gli studenti con un diploma di scuola media hanno accesso all'istruzione superiore. Solo gli studenti che hanno superato l'esame nazionale unificato, possono iscriversi in un istituto statale accreditato di istruzione superiore, sulla base di graduatoria dei punteggi che gli stessi hanno ricevuto agli esami. La maggior parte di queste istituzioni offre tre livelli di studio: un programma di Bachelor (3-4 anni), un programma di Master (2 anni), e un programma di dottorato (3 anni). Vi è anche un programma di specialista certificato, che rappresenta un unico programma di istruzione di più alto livello della durata di 3-6 anni. A partire dal 2008, 20 istituti di istruzione superiore sono stati accreditati dal Ministero dell'Istruzione e della Scienza della Georgia. Il rapporto lordo di iscrizione primaria è stato del 94% per il periodo 2001-2006.

#### Università
Nell'ambito universitario ricordiamo l'Università statale di Tbilisi, la più antica della regione caucasica, fondata l'8 febbraio 1918.

#### Sistema sanitario
Da quando è diventata indipendente, la Georgia ha cercato di sviluppare nuovi modelli per il settore della salute.
Il Ministero del Lavoro, della Salute e degli Affari sociali resta la chiave delle strategie decisionali sulla salute.

Gran parte del potere decisionale e della responsabilità per il finanziamento a livello locale è assegnato ai dodici dipartimenti sanitari regionali in cui è diviso il paese.
Il Fondo unito di Stato delle assicurazioni sociali e il Ministero delle Finanze sono i principali attori finanziari nel sistema sanitario georgiano. La decentralizzazione è stata una componente importante nel processo di riforma sanitaria avviata dal 1995, ribadita poi nel piano strategico della salute 2000-2009. Ciò ha reso i fornitori di cure sanitarie più autonomi dal punto di vista finanziario e manageriale. Un piano per privatizzare gli ospedali fu approvato e il processo si è avviato dal 2007. Quasi tutte le cliniche dentali e le farmacie sono già state privatizzate.

#### Forze armate

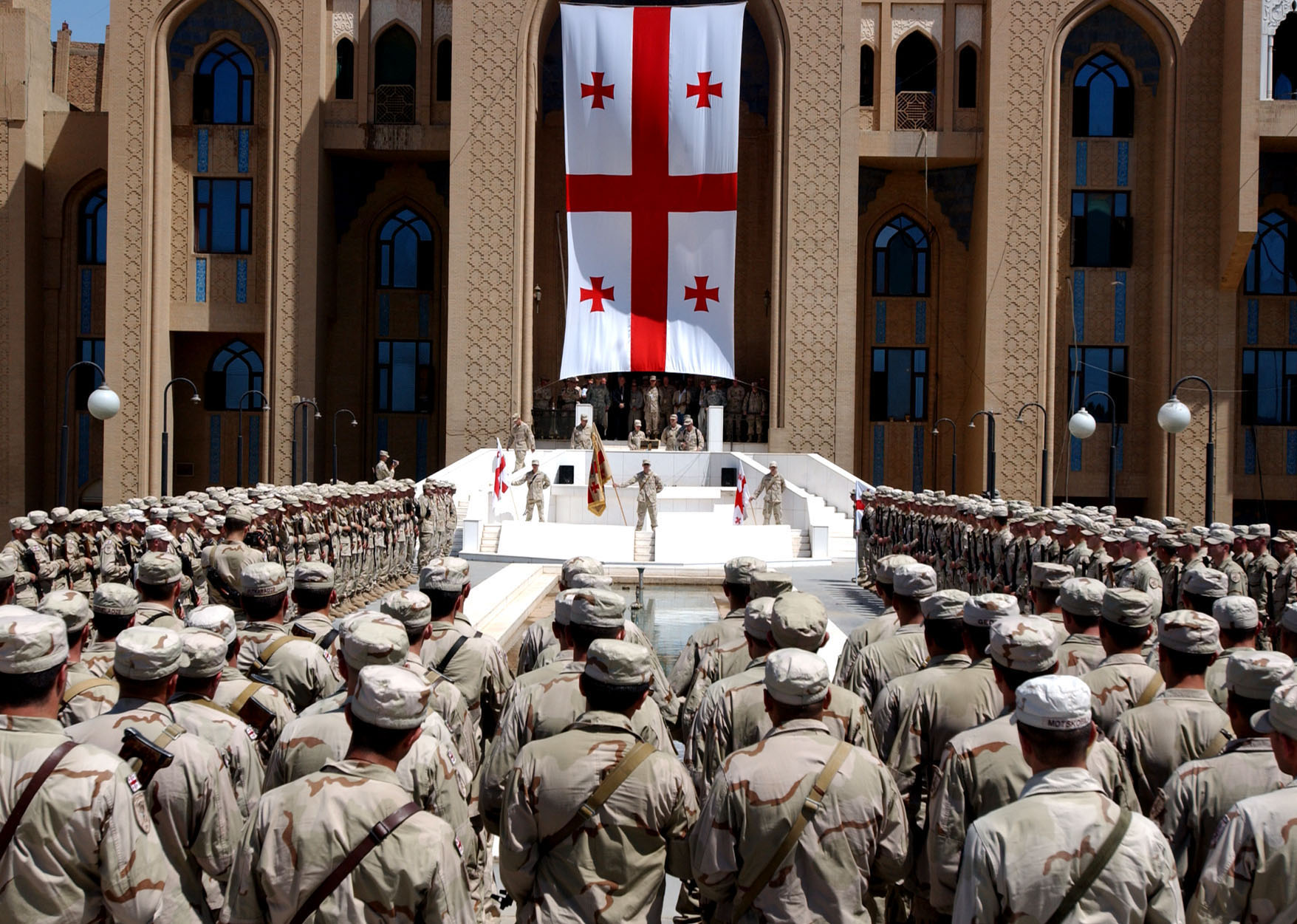
Soldati georgiani a Baghdad, coalizione multinazionale in Iraq, 2006

Le forze armate georgiane si compongono di 17 500 uomini, compresi 10 400 militari di leva. I militari comprendono le forze al suolo (protezione civile nazionale compresa), le forze della difesa aerea, la forza marittima della difesa e le forze interne.
Il 23 marzo 1994, la Georgia fu una delle prime Repubbliche ex-sovietiche che si unì al Partenariato per la pace. La Georgia è il primo paese che ha presentato la documentazione speciale (maggio 2004) e il 29 ottobre 2004 la NATO ha approvato il primo IPAP per la Georgia. In caso di successo dell'IPAP, la Georgia avrà una buona occasione per accedere al piano d'azione di insieme dei membri (MAP). La Georgia, sponsorizzata dagli Stati Uniti d'America, si dota del programma (GTEP) che è stato lanciato nel mese di aprile del 2002. Anche se il programma si è concluso formalmente nel 2004, la Georgia continua a godere della cruciale assistenza militare dalla NATO, soprattutto da parte di Stati Uniti e Turchia, e da Israele. Il governo georgiano ha annunciato una riforma delle forze armate georgiane per aderire ai protocolli della NATO. Il governo ha progettato di ridurre il numero delle forze armate e aumentare il numero dei militari di carriera a due terzi della forza totale.
Il referendum popolare per l'adesione alla NATO, svoltosi il 5 gennaio 2008 contestualmente alle elezioni presidenziali, ha ottenuto il 61 per cento di favorevoli all'adesione.
La Georgia ha una relativa forza peacekeeping in Kosovo e partecipa alle operazioni militari in Iraq e in Afghanistan.
La spesa militare annua ammonta a 357 milioni di dollari USA.

### L'inno
Dal 14 novembre 1990 al 23 aprile 2004 l'inno nazionale georgiano è stato Dideba zetsit kurtheuls (დიდება ზეცით კურთხეულს), vecchio inno recuperato che era già stato in uso dal 1918 al 1920; successivamente è stato adottato Tavisupleba (თავისუფლება), sostituendolo al precedente.

## Politica

### I presidenti della Repubblica di Georgia
- Zviad Gamsakhurdia (1991-1992)
- Eduard Amvrosis dze Shevardnadze (26 novembre 1995 - 23 novembre 2003)
- Ninò Anzoris asuli Burjanadze (22 novembre 2003 - 25 gennaio 2004 (all'opposizione dal 23 novembre 2003)
- Mikheil Nikolozis dze Saak'ashvili (25 gennaio 2004 - 25 novembre 2007)
- Ninò Anzoris asuli Burjanadze (25 novembre 2007 - 5 gennaio 2008)
- Mikheil Nikolozis dze Saak'ashvili (5 gennaio 2008 - 17 novembre 2013)
- Giorgi Margvelashvili (17 novembre 2013 - 16 dicembre 2018)
- Salome Zurabishvili (16 dicembre 2018 - in carica)

### Partiti politici
- Sogno Georgiano-Georgia Democratica (ქართული ოცნება – დემოკრატიული საქართველო)
- Movimento Nazionale Unito (ერთიანი ნაციონალური მოძრაობა)
- Nostra Georgia – Liberi Democratici (ჩვენი საქართველო - თავისუფალი დემოკრატები)
- Movimento Cristiano-Democratico (ქრისტიან-დემოკრატიული მოძრაობა)
- La Nuova Destra (ახალი მემარჯვენეები)
- Democrazia-Nazionale (ეროვნულ-დემოკრატიული პარტია)
- Partito Laburista (ლეიბორისტული პარტია)
- Movimento Politico Libertà (პოლიტიკური მოძრაობა თავისუფლება)
- Partito della Repubblica (რესპუბლიკური პარტია)
- Conservatori della Georgia (საქართველოს კონსერვატორები)

### Politica estera

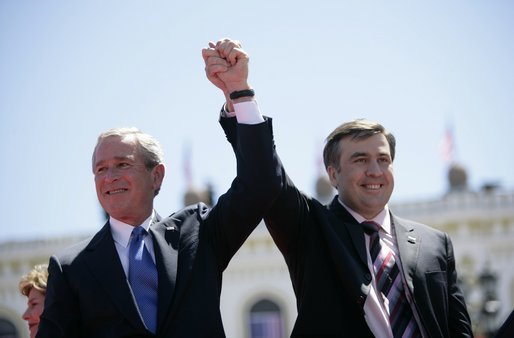
Mikheil Saak'ashvili e George W. Bush a Tbilisi nel 2005

La Georgia mantiene buone relazioni con i suoi diretti confinanti Armenia, Azerbaigian e Turchia e partecipa attivamente nelle organizzazioni, come il Consiglio Economico del Mar Nero e il GUAM. La Georgia mantiene anche relazioni politiche, economiche e militari con il Giappone, Corea del Sud, Israele, Ucraina e molti altri paesi. La crescente influenza degli Stati Uniti d'America e dell'Unione europea in Georgia, in particolare attraverso la proposta di entrare a far parte della NATO, il programma d'assistenza militare d'addestramento e equipaggiamento statunitense e la costruzione dell'Oleodotto Baku-Tbilisi-Ceyhan hanno reso frequentemente tese le relazioni di Tbilisi con Mosca. La decisione della Georgia di incrementare la sua presenza nella coalizione di forze in Iraq è stata un'importante iniziativa.
La Georgia sta attualmente lavorando per diventare un membro a pieno titolo della NATO. Nell'agosto 2004, il Piano d'azione di partenariato individuale della Georgia fu presentato alla NATO. Il 29 ottobre 2004, il Consiglio del Nord Atlantico ha approvato il Piano d'azione per l'adesione (MAP) della Georgia facendo così passare il paese alla seconda fase dell'integrazione Euro-Atlantica. la decisione del 2005 del Presidente della Georgia, di istituire una commissione di stato per l'attuazione del Piano d'azione di partenariato individuale, che presenta un gruppo interservizi guidato dal Primo ministro. La Commissione è stata incaricata di coordinare e controllare l'attuazione del Piano d'azione di partenariato individuale.
Il 14 febbraio 2005, l'accordo sulla nomina del Partenariato per la Pace (PfP), ufficiale di collegamento tra la Georgia e l'Organizzazione del Trattato dell'Atlantico del Nord è entrato in vigore, in base al quale un ufficiale di collegamento per il Caucaso meridionale è stato assegnato alla Georgia. Il 2 marzo 2005, è stato firmato l'accordo per la fornitura e il supporto della nazione ospitante per il transito delle forze della NATO e del suo personale. Il 6-9 marzo 2006, il gruppo di valutazione e intermediazione per l'attuazione del (MAP) giunge a Tbilisi. Il 13 aprile 2006, la discussione della relazione di valutazione sull'attuazione del Piano d'azione di partenariato individuale si è tenuto presso Il quartier generale della NATO, nel formato 26 + 1.
Nel 2006, il parlamento georgiano ha votato all'unanimità per il disegno di legge che chiede l'integrazione della Georgia nella NATO; la maggior parte dei georgiani e dei politici in Georgia sostiene la spinta per l'adesione alla NATO. Nel 2009 l'alleanza si è nuovamente rifiutata di concedere alla Georgia la (MAP).
Il Presidente George W. Bush è diventato il primo presidente degli Stati Uniti d'America in carica a visitare il paese; la strada che porta all'aeroporto Internazionale di Tbilisi è stata poi ribattezzata George W. Bush Avenue.
Dal sito web della Commissione europea: il presidente Saak'ashvili definì l'adesione all'UE e alla NATO, come una priorità a lungo termine, non volendo che la Georgia diventi un terreno di scontro tra Usa-Russia, anzi cercando di mantenere strette relazioni con gli Stati Uniti e l'Unione Europea, sottolineando le sue ambizioni di far progredire la cooperazione con la Russia.
Il 2 ottobre 2006, la Georgia e l'Unione Europea hanno firmato una dichiarazione congiunta sul testo concordato Georgia-Unione Europea per il piano d'azione all'interno della politica europea di vicinato (PEV); il piano d'azione è stato formalmente approvato nella sessione del Consiglio di cooperazione UE-Georgia del 14 novembre 2006 a Bruxelles.
La Georgia fa parte dell'OSCE, della Banca europea per la ricostruzione e lo sviluppo e del GUAM.

## Economia

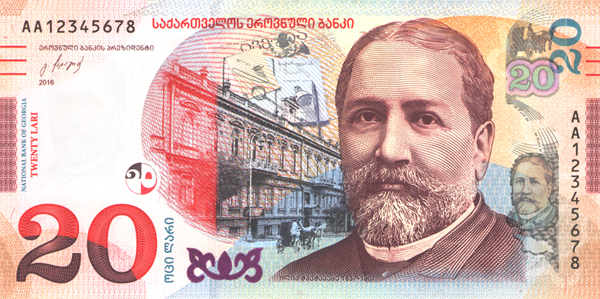
Banconota di venti Lari georgiani raffigurante Ilia Ch'avch'avadze.

Le ricerche archeologiche dimostrano che la Georgia già dai tempi antichi commerciava con diverse regioni, grazie alla sua posizione nel Mar Nero e successivamente al passaggio nella sua area dello storico itinerario commerciale noto come Via della seta. Oro, argento, rame e ferro erano già nell'antichità estratti nella regione del Caucaso. La vinificazione è anch'essa una tradizione molto antica.
Nel corso della storia moderna georgiana l'agricoltura e il turismo sono stati i principali settori economici, favorito dal clima e dalla topografia.
Per la maggior parte del XX secolo, l'economia della Georgia è stata subordinata all'economia pianificata sovietica essendo il paese federato all'URSS.
Dopo la caduta dell'Unione Sovietica nel 1991, la Georgia ha avviato una grande riforma strutturale progettata per la transizione verso un'economia di libero mercato. Tuttavia, come tanti altri stati post-sovietici, la Georgia si trova ad affrontare un grave collasso economico. La guerra civile e militare dei conflitti in Abcasia e Ossezia del Sud ha aggravato la crisi. La produzione agricola e quella industriale sono diminuite. Nel 1994 il prodotto interno lordo era ridotto a un quarto di quello del 1989.
Il primo aiuto finanziario dall'occidente è venuto nel 1995, quando la Banca Mondiale e il Fondo Monetario Internazionale hanno concesso alla Georgia un credito di 206 milioni di dollari americani e la Germania un credito di 50 milioni di marchi tedeschi.
Nel 2001 il 54% della popolazione viveva al di sotto della soglia nazionale di povertà, ma entro il 2006 la povertà è diminuita al 34%. Nel 2005 il reddito medio mensile di una famiglia è stata di 347 lari (circa 180 Euro).
Dall'inizio del 2000 sviluppi positivi sono stati osservati per l'economia della Georgia. Nel 2007 il tasso di crescita reale del PIL ha raggiunto il 12%, facendo della Georgia una delle economie a più rapida crescita della sua area geografica. La Banca Mondiale ha definito la Georgia "il primo paese al mondo in termini di riforme economiche" perché in un anno è passata dal 112º al 18º posto nella classifica dei paesi dove è più agevole sviluppare attività economiche. Tuttavia, il paese ha un elevato tasso di disoccupazione (12,6%) e ha un reddito piuttosto basso rispetto alla media europea.
Le stime del FMI del 2012 indicano un PIL nominale di 15,8 miliardi di dollari americani. L'economia è sempre più orientata ai servizi (che rappresentano ora il 65% del PIL) e al settore agricolo (10,9%).
Il divieto di importazioni di vino georgiano in Russia, uno dei più grandi partner commerciali della Georgia, e la rottura di legami finanziari con essa, è stata descritta dalla missione del FMI come uno "shock esterno". Inoltre, la Russia ha aumentato il prezzo del gas per la Georgia. A ciò è seguito il picco inflativo del Lari georgiano. La Banca nazionale della Georgia dichiarò che l'inflazione fu provocata principalmente da ragioni esterne, compreso l'embargo economico operato dalla Russia nei suoi confronti.
Nel 2020, il tasso di disoccupazione si avvicinerà al 20%. Il livello molto basso di protezione sociale espone i dipendenti a perdere il lavoro da un giorno all'altro senza risarcimento.

### Energia
In anni recenti la Georgia ha pienamente deregolato il suo settore elettrico e adesso c'è accesso libero e aperto al mercato. Comunque gli attori pubblici giocano ancora un ruolo importante, soprattutto nella produzione.
Nel 2007, la Georgia ha generato 8,34 miliardi di kilowattora (kWh) di elettricità, la maggior parte della quale proviene da impianti idroelettrici, mentre ha consumato 8,15 miliardi di kWh. Nel 2005, il paese ha generato 6,17 miliardi di kWh di idroenergia, pari all'86% dell'energia elettrica totale generata. Nel 2006 una crescita rapida della produzione idroelettrica (più 27%) fu accompagnata da un altrettanto forte crescita dell'energia termica (più 28%). Da allora la quota d'energia idroelettrica è diventata ancora più grande, in particolare quando la centrale idroelettrica di Inguri ha raggiunto la piena capacità nel novembre del 2007. Oltre alla centrale di Inguri, di proprietà statale, la quale ha una capacità installata di 1300 megawatt, le infrastrutture idroelettriche della Georgia consistono in molte piccole centrali private. La diga di Inguri, sul fiume omonimo, è la quarta più alta del mondo.
L'affidamento che la Georgia fa sull'energia idroelettrica lascia il paese vulnerabile alle variazioni climatiche, il che richiede l'importazione di energia di fronte alle scarsità stagionali, ma durante i periodi più umidi si apre anche la possibilità di esportare energia. La Georgia ha ancora il potenziale per incrementare la produzione di energia idroelettrica, rimettendo a nuovo gli impianti esistenti e costruendo nuove centrali.
Prima del 2004 la rete elettrica della Georgia era in condizioni critiche, con blackout elettrici frequenti in tutto il paese. Dalla fine del 2005 la distribuzione è diventata più affidabile e gradualmente si avvicina alla fornitura continua, ventiquattro ore su ventiquattro. Nonostante gli investimenti fatti nelle infrastrutture, attualmente, la compagnia privata Energo-Pro Georgia controlla il 62,5% del mercato nazionale nel settore energetico.
La sua rete elettrica della Georgia è collegata a quella di Russia, Turchia, Armenia e Azerbaigian. Nel luglio del 2008 la Georgia è diventata esportatore di elettricità in Russia attraverso la linea elettrica di Kavkasion.
Si stima che il consumo georgiano di gas naturale sia stato di 1,8 miliardi di metri cubi nel 2007. Negli ultimi anni la Georgia è stata in grado di allentare la dipendenza dall'importazione di gas dalla Russia, grazie all'incremento della produzione idroelettrica e all'avvio di fonti di gas naturale dall'Azerbaigian. Inoltre, attraverso il sistema georgiano di gasdotti passano notevoli quantità di gas proveniente dalla Russia, il 10% del quale rimane alla Georgia come quota di transito.
La Georgia aderisce al programma energetico EU INOGATE, che ha quattro temi chiave: il miglioramento della sicurezza energetica, la convergenza dei mercati dell'energia degli stati membri sulla base dei principi del mercato interno UE dell'energia, la promozione dello sviluppo di energia sostenibile e quella d'investimenti in progetti energetici d'interesse comune e regionale.

### Agricoltura
Attualmente, oltre il 55% della forza lavoro totale è impiegata in agricoltura, sebbene molta di questa sia di sussistenza.
La produzione dell'agricoltura georgiana è iniziata dopo le devastazioni causate dai disordini e della necessaria ricostruzione seguite al crollo dell'Unione Sovietica. La produzione di bestiame sta aumentando a sobbalzi, anche se continua a trovarsi di fronte a piccoli e sporadici focolai di malattie. La produzione interna di cereali è in aumento, e richiede un costante sostegno politico e il miglioramento delle infrastrutture al fine di garantire una distribuzione adeguata e ricavi per gli agricoltori. Le produzioni di tè, nocciola e agrumi hanno sofferto molto del conflitto in Abcasia, un'area cruciale per queste coltivazioni.
Mentre approssimativamente il 13,1% del PIL georgiano è generato dal settore agricolo, spesso le colture sono lasciate marcire nei campi perché gli agricoltori non possono vendere i loro prodotti per via degli alti costi di trasporto, che rendono i prodotti nazionali più costosi dei beni importati. In collaborazione con l'assistenza europea, la Georgia ha preso tutte le misure per controllare la qualità delle sorgenti naturali e come opportunamente venderne i prodotti.
Viticoltura e vinificazione sono i più importanti settori dell'agricoltura georgiana. Tipica è la tradizionale tecnica di vinificazione nei kwevri, ovvero grandi contenitori interrati per sfruttare l'isolamento termico naturalmente offerto dal terreno]. In Georgia sono registrati oltre 450 tipi di vini locali, il paese è considerato uno dei più antichi luoghi di produzione di vini d'alta qualità nel mondo. La Russia era tradizionalmente il più grande mercato d'esportazione per il vino georgiano. Questo, a ogni modo, cambiò nel 2006, quando la Russia vietò le importazioni di vino e acqua minerale dalla Georgia. Da allora i produttori di vino georgiano hanno lottato per mantenere la produzione e penetrare in nuovi mercati.
Nel 2007 la Georgia ha venduto 11 milioni di bottiglie di vino in oltre 40 paesi, meno di quello che ha venduto nella sola Russia prima dell'imposizione del divieto di vendita. Il totale del vino venduto all'estero nel 2007 era sceso di oltre nove milioni di bottiglie, costringendo molti viticoltori a vendere la terra, le abitazioni e l'attrezzatura per sopravvivere.

### Turismo

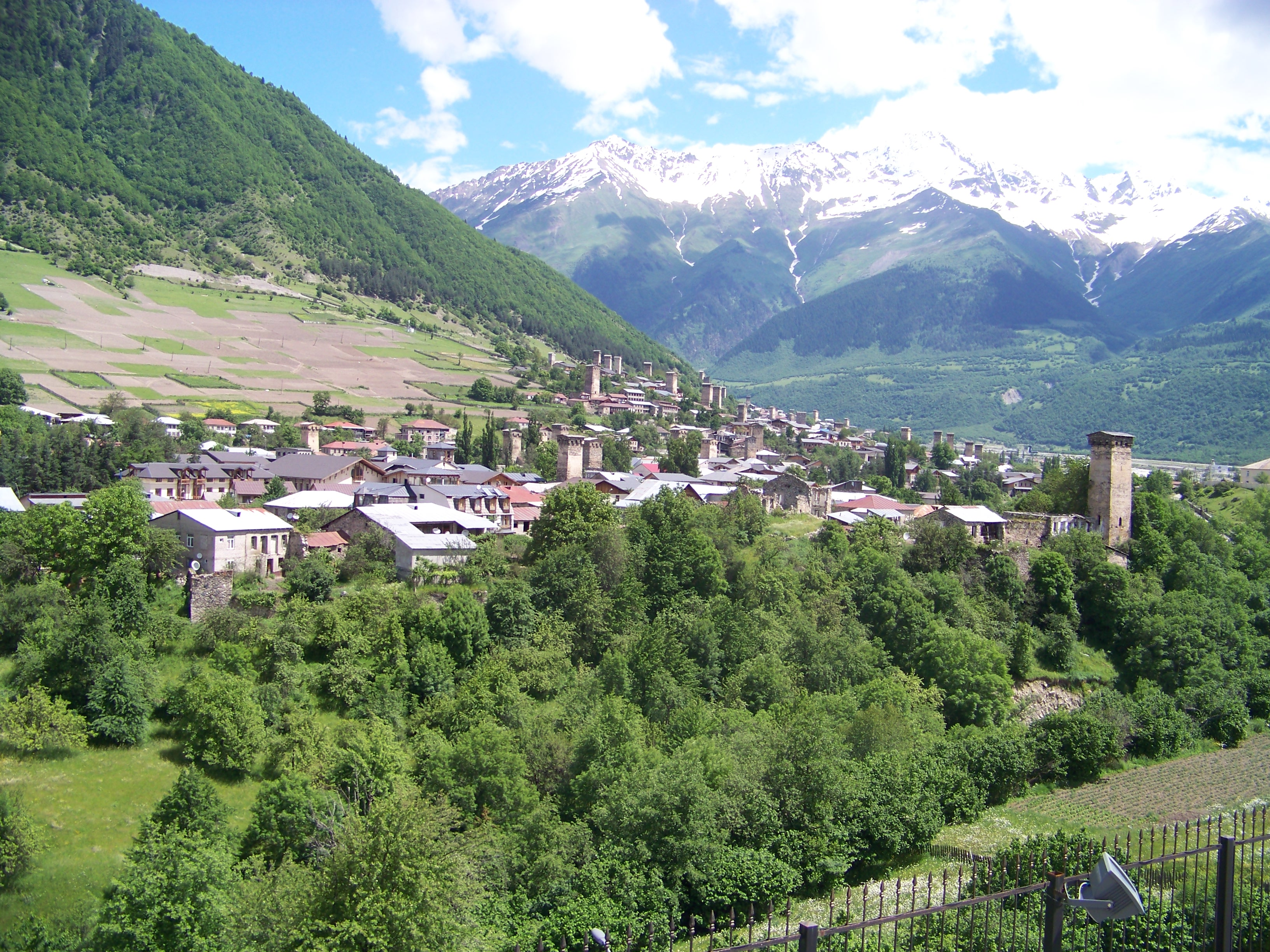
Mest'ia, il centro amministrativo della Svanezia

Il turismo è una significativa e crescente parte della economia georgiana. Nel 2006, oltre un milione di turisti hanno contribuito all'economia del paese per 300 milioni di Euro. Secondo il governo, ci sono 103 resort nelle differenti zone climatiche del paese. Le attrazioni turistiche includono più di 2 000 sorgenti, oltre 12 000 monumenti storici e culturali, quattro dei quali sono stati riconosciuti dall'UNESCO Patrimonio dell'umanità (La Cattedrale di Bagrati a Kutaisi, il Monastero di Gelati, i monumenti storici di Mtskheta, e Svanezia superiore). Un piatto tipico della Georgia è il Khachapuri, cucinato in tanti modi differenti secondo le cucine tipiche georgiane delle varie regioni.

### Risorse minerarie
La Georgia è un paese povero di minerali, tranne qualche giacimento di medie o piccole dimensioni di manganese, carbone fossile, petrolio. Il resto delle materie prime è importato, soprattutto dalla vicina Russia.

## Trasporti

### Ferrovie
La rete ferroviaria georgiana è gestita della compagnia Sakartvelos Rkinigsa e si estende per una lunghezza totale di 1612 km (97,7% a scartamento largo russo). A seconda delle condizioni geografiche, il principale asse di traffico corre in direzione ovest-est. Le linee principali collegano la capitale georgiana Tbilisi con Batumi e Poti sul Mar Nero, con Baku sul Mar Caspio e con l'Armenia. La geostrategica ferrovia Baku-Tbilisi-Kars, che si collega alla rete paneuropea, è stata inaugurata nel 2017.

### Collegamenti aerei
La compagnia aerea di bandiera del paese è la Georgian Airways. I tre principali aeroporti internazionali sono a Tbilisi, Kutaisi e Batumi. Esistono collegamenti interni tra Tbilisi e Batumi così come tra Tbilisi e Kutaisi.

### Porti
Lungo la costa del Mar Nero ci sono numerosi porti e i principali scali marittimi si trovano nelle città di Poti e Batumi che rappresentano un punto d'incrocio del corridoio trans-caucasico/TRACECA, un progetto multinazionale per i collegamenti euroasiatici. Vi sono collegamenti regolari con la Bulgaria, la Romania, la Turchia e l'Ucraina.

### Rete stradale
L'infrastruttura stradale georgiana si sta sviluppando rapidamente in tutto il paese. Ci sono 1603 km di autostrade principali su un totale di 21301 km di tutte le strade in Georgia.

## Ambiente

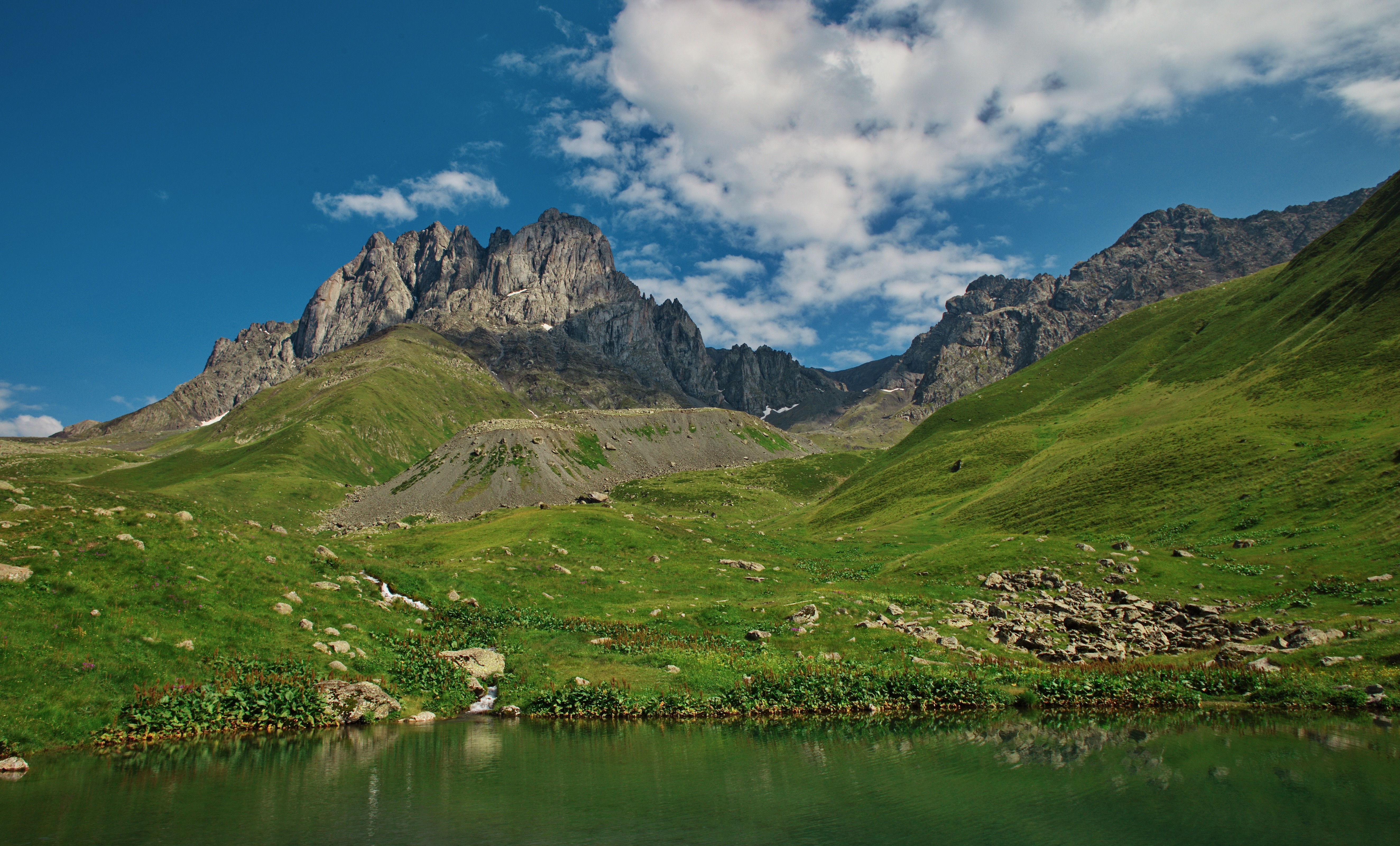
Un lago di montagna nel nord-est della Georgia.

Il paesaggio entro i confini della nazione è molto vario. La gamma di paesaggi della Georgia occidentale, va dalle foreste basse e paludose a quelle pluviali temperate fino alle nevi e ghiacciai perenni, mentre la parte orientale del paese contiene anche un piccolo segmento di piano semiarido caratteristico dell'Asia centrale. Le foreste coprono il 40% del territorio della Georgia mentre le zone alpine e subalpine contano per il 10% del territorio.
Buona parte dell'habitat naturale nelle zone basse della Georgia occidentale è scomparso negli ultimi cento anni, per via dello sviluppo agricolo delle terre e l'urbanizzazione.

La grande maggioranza delle foreste che ricoprivano la pianura della Colchide sono praticamente inesistenti con l'eccezione delle regioni che sono incluse in parchi nazionali e riserve (come ad esempio l'area del lago Paleostomi). Oggi, la foresta copre generalmente ciò che rimane al di fuori dalle zone basse, situandosi soprattutto lungo le colline e le montagne. Le foreste della Georgia occidentale consistono soprattutto di alberi a foglia caduca al di sotto dei 600 m sopra il livello del mare e composto da specie come querce, carpini, faggi, olmi, frassini e castagni. Specie sempreverdi come il bosso si possono trovare anche in molte aree. Circa 1000 di tutte le 4000 piante superiori della Georgia sono endemiche di questa zona. Le pendici centro occidentali della catena Meskheti nell'Agiaria così come altre diverse località a Samegrelo e Abcasia sono ricoperte da foreste pluviali temperate.
Tra i 600-1 000 m il bosco di caducifoglie si è mescolato con latifoglie e conifere e specie che compongono la vita vegetale. La zona è costituita prevalentemente di faggio, abete rosso, e boschi di abeti. Dai 1 500-1 800 m, la foresta diventa in gran parte di conifere. La linea degli alberi termina di solito intorno ai 1 800 m e prende il sopravvento la zona alpina, che nella maggior parte delle zone si estende fino a un'altezza di 3 000 m. La neve eterna e la zona dei ghiacciai si trovano sopra la linea dei 3 000 m.

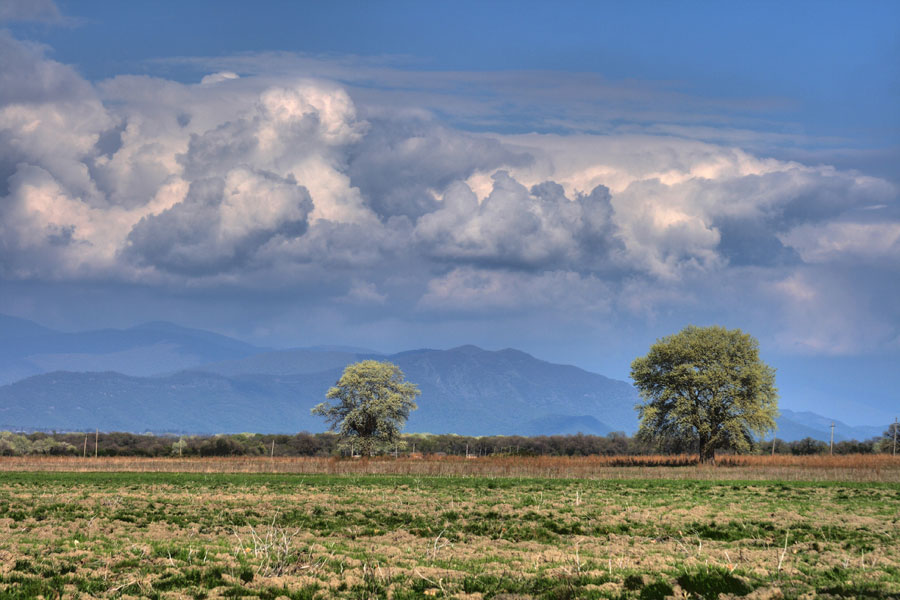
Valle dell'Alazani nella regione di Kakheti, Georgia orientale.

Il paesaggio orientale della Georgia (in riferimento al territorio a est della Catena dei monti Likhi) è notevolmente diverso da quello occidentale. Anche se molto simile alla pianura della Colchide nell'ovest, quasi tutte le zone basse della Georgia orientale compresa le pianure fluviali di Mtkvari e Alazani sono state disboscate per scopi agricoli. Inoltre, a causa del clima relativamente asciutto, alcune delle pianure basse (soprattutto a Kartli e la parte sud-orientale di quella di Kakheti) non sono mai state coperte da foreste. Il panorama generale della Georgia orientale comprende numerose valli e gole che sono separate da montagne. In contrasto con la Georgia occidentale, circa l'85% delle foreste della regione sono decidue. Le foreste di conifere dominano solo nella gola di Borjomi e nelle estreme zone occidentali. Fuori delle specie di alberi decidui, faggi, querce, carpini dominano. Altre specie di caducifoglie comprendono diverse varietà di acero, pioppo, frassino, e nocciòlo. L'alta valle del fiume Alazani contiene foreste di tassi. Ad altitudini superiori ai 1 000 m (in particolare nelle regioni del Tusheti, Khevsureti e del Khevi), dominano foreste di pini e betulle. In generale, le foreste nella parte orientale della Georgia si estendono tra i 500-2 000 m, con la zona alpina che si estende dai 2 000-2 300 m ai 3 000-3 500 m. Le uniche foreste di pianura di grandi dimensioni rimaste sono nella valle del fiume Alazani nella regione di Kakheti. La neve perenne e la zona del ghiacciaio si trovano sopra i 3 500 m nelle aree più orientali della Georgia.

### Fauna
Grazie alla sua diversità di paesaggio di alta e bassa altitudine la Georgia è la patria di un gran numero di specie animali. Mille specie di vertebrati (330 uccelli, 160 pesci, 48 rettili, 11 anfibi). Un gran numero di carnivori vive nelle foreste, come ad esempio, leopardi persiani, orsi bruni, lupi, e linci. 
Il numero di specie invertebrate è considerato molto alto, ma i dati sono di difficile gestione, essendo distribuiti in diversi sistemi di prospezione e pubblicazione.
La lista dei ragni della Georgia, ad esempio, comprende 501 specie. In Georgia si rileva anche una elevata varietà nelle classi di molluschi non marini.
La difficoltà di gestione dei dati della fauna, soprattutto minore, sono legate alle vicissitudini civili e territoriali del paese.

## Cultura

### Architettura

#### Monumenti
Tra i monumenti più rilevanti ricordiamo il Monumento alla Libertà (o Statua di San Giorgio), che si trova a Tbilisi, capitale georgiana: è stato inaugurato il 23 novembre, giorno del supplizio della ruota di San Giorgio, patrono della Georgia.

### Patrimoni dell'umanità
Il ricco patrimonio culturale georgiano è testimoniato anche dalla presenza di diversi siti inseriti nella Lista dei patrimoni dell'umanità dell'UNESCO.

### Mitologia
In ambito mitologico possiamo ricordare la figura di Amirani, personaggio mitologico caucasico ma noto in particolare in Georgia. Dali, invece, è la dea georgiana della caccia e protettrice degli animali di montagna.

### Letteratura

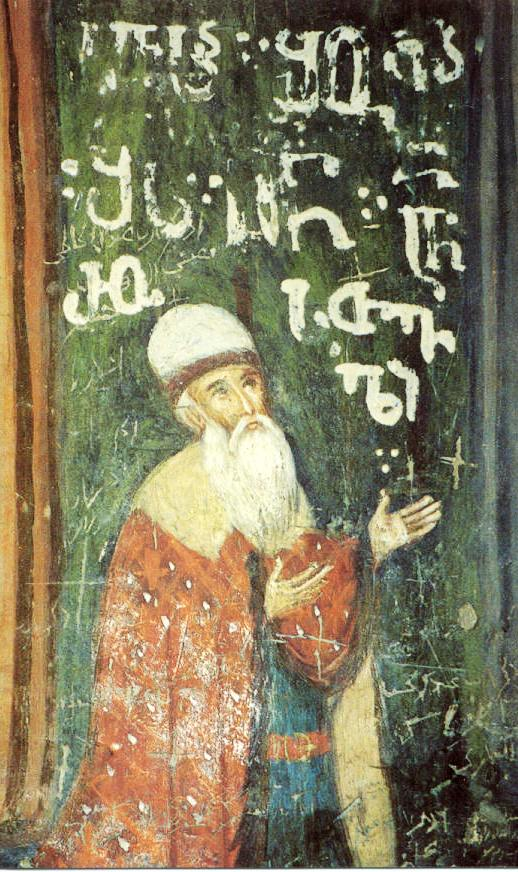
Shota Rustaveli.

La letteratura georgiana trova il suo periodo di maggior splendore nel XII secolo con il poema nazionale georgiano Il cavaliere dalla pelle di leopardo ("Vepkhistkaosani" in georgiano), di Shota Rustaveli.
Nel XIX secolo nasce invece la letteratura georgiana moderna con gli scritti e le opere di Ilia Ch'avch'avadze e Ak'ak'i Tsereteli.
Nel XX secolo prevale il romanzo storico e l'impegno per una letteratura sociale.
Nel XXI secolo Beqa Adamashvili, col romanzo  ამ რომანში ყველა კვდება  è il primo scrittore georgiano ad aggiudicarsi il Premio letterario dell'Unione europea, nel 2019.

### Musica
La musica tradizionale in Georgia è eseguita con il panduri, uno strumento simile al liuto e alla chitarra, con gaide locali e con flauti sempre georgiani, le canzoni tradizionali sono gli inni, le serenate d'amore e le ballate eroiche. Un genere di musica popolare georgiana è la Iavnana. La musica georgiana è stata protetta dall'UNESCO. Tra i cantanti spiccano Vakhtang Kikabidze, anche regista e attore, e Zaza Korinteli. Tra il XX e il XXI secolo si è distinta la figura di Nina Ananiashvili, onorata del titolo di prima ballerina assoluta. Musicista georgiana ma naturalizzata britannica è Katie Melua.
Nella capitale Tbilisi si trova il Conservatorio di Stato della Georgia.

### Cinema
Un film georgiano è stato candidato, nel 1997, all'Oscar al miglior film in lingua straniera: si tratta di A Chef in Love della regista georgiana Nana Džordžadze. Tra i film che hanno avuto diversi riconoscimenti e premi internazionali spicca Beginning (2020) della regista Dea K'ulumbegashvili. Altro regista noto fu Konst'ant'ine Marjanishvili, tra i riformatori del teatro georgiano e Otar Ioseliani.

### Gastronomia
La cucina georgiana ha risentito dell'influenza sia della gastronomia europea sia di quella mediorientali, con una varietà di piatti basati anche su erbe e spezie. Ogni provincia storica della Georgia ha una sua propria cucina caratteristica.

### Missioni spaziali
17 luglio 1999: viene lanciato Reflector, primo oggetto spaziale georgiano.

## Sport

### Pugilato
Tra i campioni georgiani che si sono maggiormente distinti ricordiamo il pugile Ramaz Paliani, rappresentante però per la Turchia, campione del mondo e campione d'Europa nei pesi piuma.

### Sollevamento pesi
Nella disciplina del sollevamento pesi ricordiamo Lasha T'alakhadze, oro mondiale nel 2015 negli USA.

### Rugby
L'origine del rugby in Georgia viene fatta risalire all'antico gioco georgiano del lelo burti (o semplicemente lelo), uno sport di contatto e giocato con un pallone ovale di pelle nera. La Nazionale della Georgia ha partecipato sei volte alla Coppa del Mondo, la prima delle quali nel 2003, e partecipa regolarmente al campionato europeo che ha vinto 15 volte dal 2000.

### Calcio
La Nazionale di calcio della Georgia è la rappresentativa nazionale nel calcio. Fa il suo esordio in un torneo internazionale al campionato europeo 2024.

### Giochi olimpici
La prima medaglia olimpica per la Georgia fu vinta nel judo da Soso Lip'art'eliani, medaglia di bronzo, ad Atlanta 1996.
Il primo oro olimpico per la Georgia fu conquistato da Zurab Zviadauri, nel Judo ai Giochi della XXVIII Olimpiade - 90 kg maschile, di Atene 2004.

### Altri sport
Tra gli sport più popolari in Georgia ci sono il calcio, la pallacanestro, il rugby, la lotta e l'hockey su ghiaccio. Storicamente, la Georgia è stata famosa per la sua educazione fisica ed è noto che i romani erano affascinati dai georgiani per le loro qualità fisiche dopo aver visto le tecniche di addestramento degli antichi abitanti d'Iberia. La lotta rimane uno sport storicamente importante per la Georgia, e alcuni storici ritengono che lo stile di lotta greco-romano riprenda molti elementi dello stile georgiano. In Georgia, uno degli stili più popolari di lotta è lo stile Kakhetiano. Tuttavia, vi sono stati una serie di altri stili del passato che non sono più diffusi come un tempo. Ad esempio, la regione Khevsureti della Georgia ha tre diversi stili di lotta. Altri sport popolari in Georgia nel XIX secolo furono il polo e il lelo, un gioco tradizionale georgiano in seguito sostituito dal rugby. I Lelos, soprannome della nazionale caucasica, partecipano regolarmente alla Coppa del Mondo di rugby e i suoi giocatori più importanti spesso giocano all'estero, in particolare in Francia.

## Ricorrenze nazionali
| Data        | Nome                                   | Significato                                                             |
| ----------- | -------------------------------------- | ----------------------------------------------------------------------- |
| 9 aprile    | Giorno dell'Unità Nazionale            | commemorazione del Massacro di Tbilisi, nel 1989                        |
| 26 maggio   | Giorno dell'indipendenza della Georgia | celebra la fondazione della Repubblica Democratica di Georgia, nel 1918 |
| 23 novembre | Giorno di San Giorgio                  | festa per il Santo Patrono di Georgia                                   |